# بلاميدس

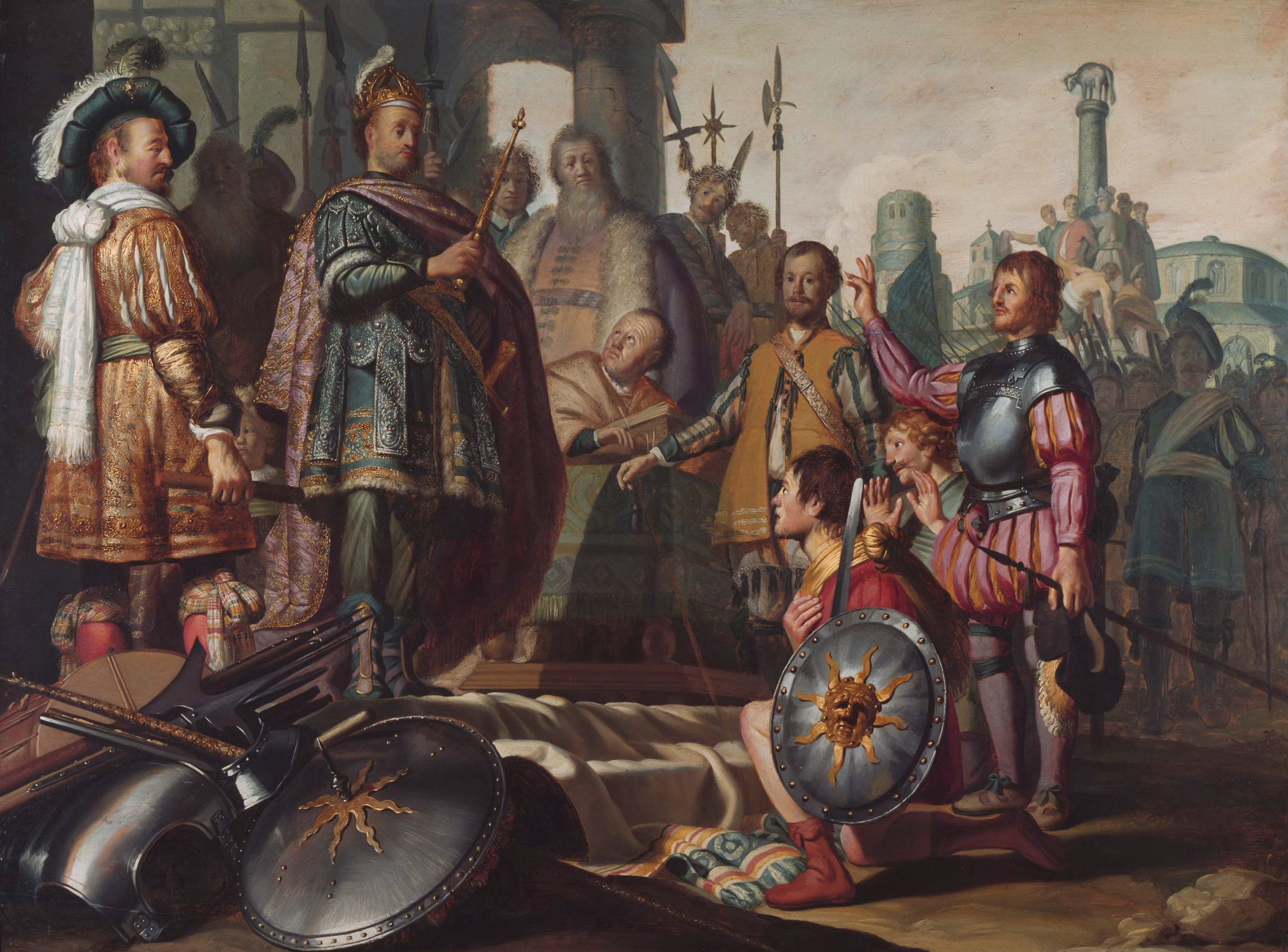
بلاميدس أمام أجاممنون، لوحة لرامبرانت 1626.

بلاميدس (بالإغريقية: Παλαμήδης) في الميثولوجيا الإغريقية هو ابن نوبليوس وكليمين. ولد في آرغوس. وأشهر بابتكاره للنرد وبعض ألعاب الطاولة وكذلك العديد من حروف اللغة الإغريقية.
انضم إلى حملة الإغريق على طروادة. وقال بوسانياس في وصفه للإغريق (2.20.3) أنه يوجد في كورينث معبد الحظ الذي أهدى فيه بلاميدس النرد الذي ابتكره.

## الحملة ضد طروادة
أرسل أجاممنون بلاميدس إلى إيثاكا ليُحضر أوديسيوس الذي وعد بالدفاع عن زواج هيلين ومينلاوس وذلك بعد اختطاف باريس لهيلين، غير أن أوديسوس لم يرد الإيفاء بوعده وتظاهر بأنه مجنون وأخذ يحرث حقوله بالملح، غير أن بلاميدس أدرك حيلته وأخذ ابنه تليماخوس ووضعه أمام المحراث فتوقف أوديسوس عن العمل واعترف بعافيته.

## وفاته
اختلفت المصادر القديمة في تفاصيل سبب وفاته وكذلك الطريقة التي توفي بها.
أوديسوس لم يسامح بلاميدس أبدا على إرساله لحرب طروادة، وحين نصح بلاميدس الإغريق بالعودة لموطنهم، خبأ أوديسوس ذهبا في خيمة بلاميدس وكتب رسالة مزعومة من بريام ملك طروادة، وتم العثور على الرسالة واتهمه الإغريق بالخيانة. فقام أوديسوس و ديوميديس برجمه حتى الموت، وتبعا لرواية أخرى قام هذين المقاتلين بإغراقه في رحلة صيد. في حين أن رواية أخرى تقول أنه تم إغراؤه واستدراجه لبئر للبحث عن كنز، وبعدها تم رجمه بالحجارة.
ورغم أنه شخصية رئيسية في بعض رويات حرب طروادة، إلا أن بلاميدس لم يتم ذكره في الإلياذة لهوميروس.

## روابط خارجية
- (بالإنجليزية) بلاميدس رابط ميثولوجيا إغريقية.